# 1507 w polityce

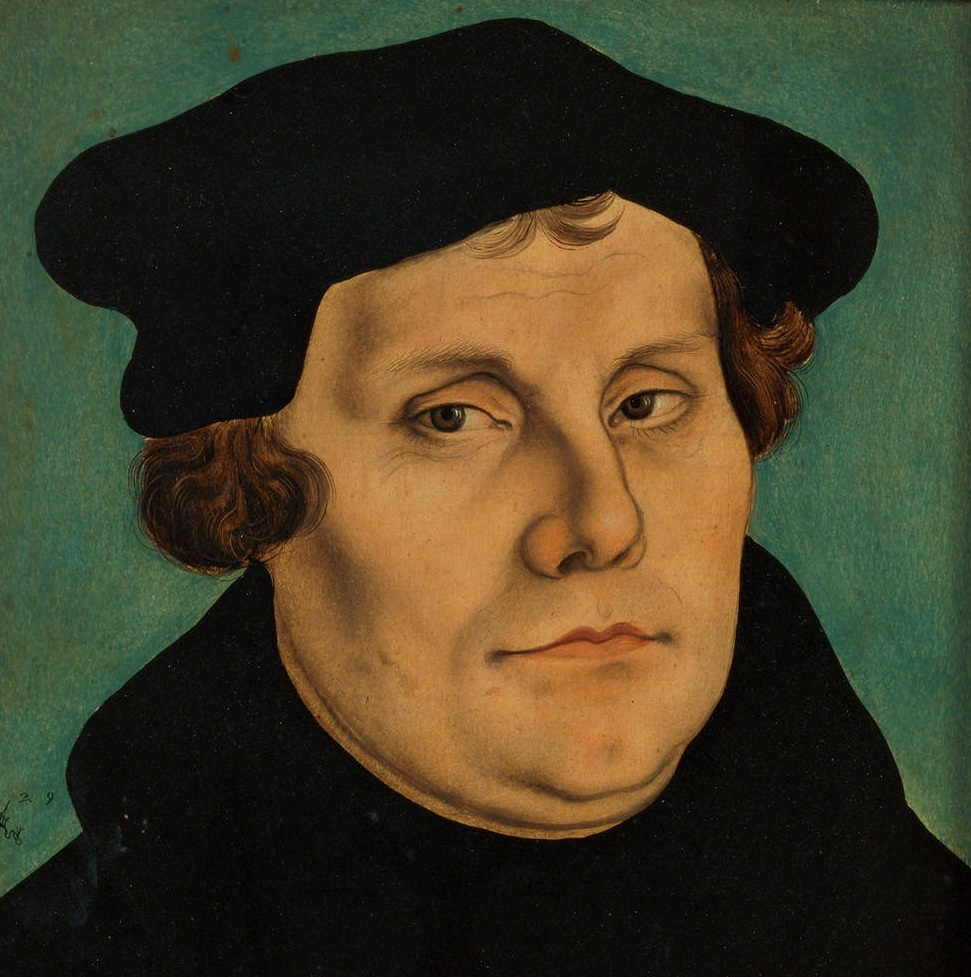
Lucas Cranach Starszy, Portret Marcina Lutra

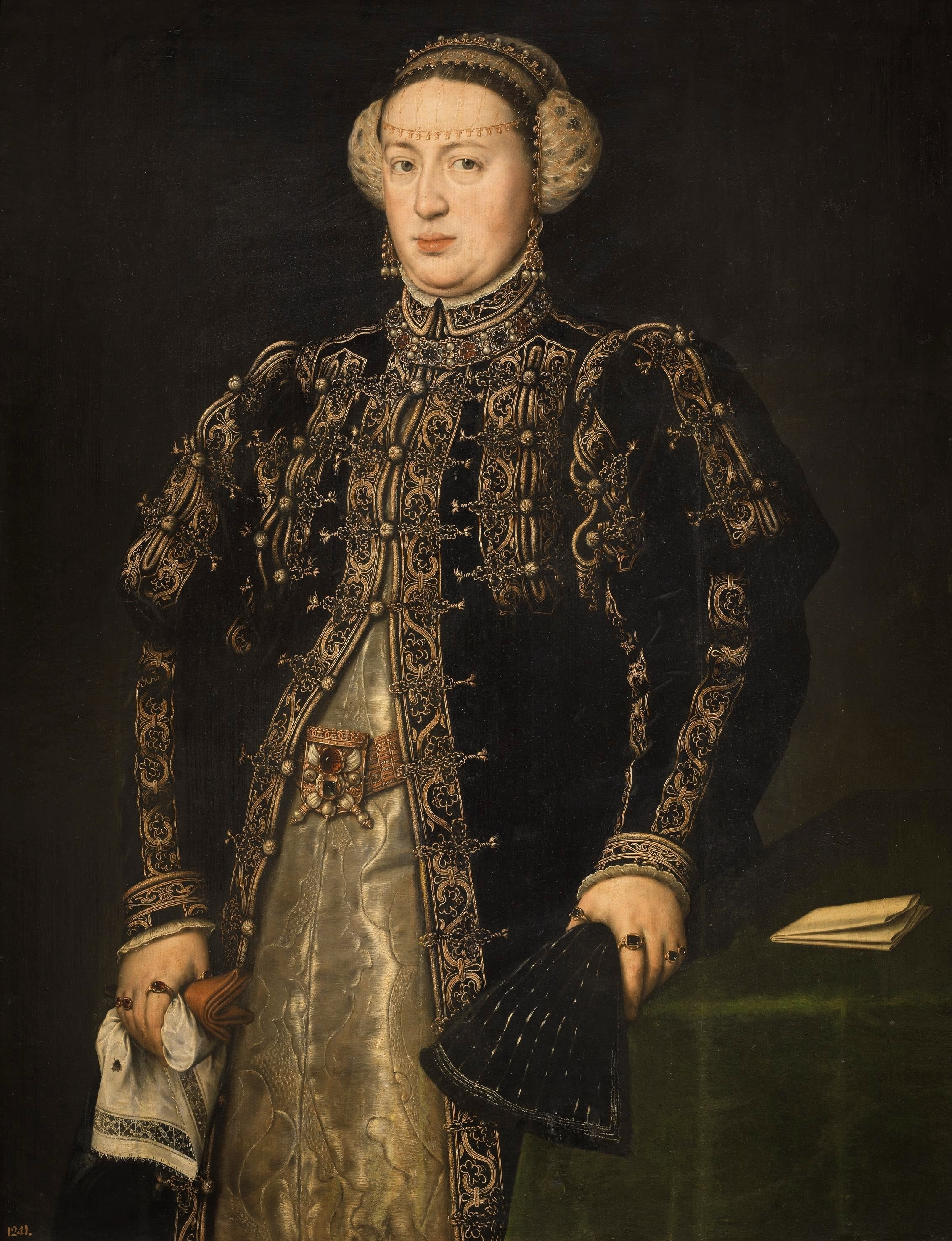
Katarzyna Austriaczka, królowa Portugalii

Wydarzenia polityczne w 1507 roku.

## Wydarzenia
- 4 kwietnia Marcin Luter zostaje wyświęcony na księdza[1].
- Francisco Jiménez de Cisneros zostaje równocześnie kardynałem i wielkim inkwizytorem Kastylii[2].

## Urodzili się
- Katarzyna Austriaczka, królowa Portugalii[3].
- Jerzy III, książę Anhaltu[4].

## Zmarli
- Sigismondo d'Este, arystokrata z Ferrary[5].